# Artas
Artas ist eine ländliche, französische Gemeinde mit 1815 Einwohnern (Stand 1. Januar 2022) im Département Isère in der Region Auvergne-Rhône-Alpes. Sie gehört zum Kanton La Verpillière.

## Geographie
Artas liegt im Gebiet Porte des Alpes (Tor der Alpen), 35 Kilometer südöstlich von Lyon, 15 Kilometer südwestlich von Bourgoin-Jallieu und 9 Kilometer südöstlich von Villefontaine, zwischen den Nachbargemeinden Meyrieu-les-Étangs im Südosten, Saint-Jean-de-Bournay (zugleich Kantonshauptort) im Südwesten und Charantonnay im Norden. Die Bäche Charavoux und Etang sind die Hauptwasserläufe auf dem Gemeindegebiet.

## Geschichte
1793 erhielt Artas im Zuge der Französischen Revolution (1789–1799) den Status einer Gemeinde und 1801 das Recht auf kommunale Selbstverwaltung.
Am 10. Juni 1906 wurde in Artas zum ersten Mal Muttertag gefeiert. Artas war damit die erste Gemeinde in ganz Isère, die Muttertag gefeiert hat. Organisiert von der Union fraternelle des pères de familles méritants d’Artas (‚brüderliche Union der Väter aus verdienstvollen Familien‘) wurden die Straßen geschmückt, ein Umzug veranstaltet und Urkunden sowie Geschenke an Mütter verteilt.

## Bevölkerungsentwicklung
| Jahr                       | 1962 | 1968 | 1975 | 1982 | 1990 | 1999 | 2008 | 2017 |
| Einwohner                  | 646  | 612  | 658  | 895  | 1026 | 1349 | 1601 | 1809 |
| Quellen: Cassini und INSEE |      |      |      |      |      |      |      |      |

## Sehenswürdigkeiten
Eine ursprüngliche Kirche Saint-Pierre wurde 1095 erstmals urkundlich erwähnt. Um das Jahr 1190 wurde auch eine Priorei Saint-Pierre erwähnt, die zur Abtei Cluny gehörte. Im 19. Jahrhundert wurden große Teile der Kirche erneuert und ein Kirchturm im Stil der Neuromanik errichtet. Die ehemalige Priorei dient heute als Mairie und Schule.
Nordwestlich des Ortskerns befindet sich La Pierre Grand (‚der große Stein‘), ein Findling der auch Pierre du Diable (‚Teufelsstein‘) genannt wird. Sein Volumen beträgt etwa 100 m³ (er ist 4 bis 5 m hoch).

## Wirtschaft und Infrastruktur
Es gibt mehrere Steinbrüche in Artas, mehrere Geschäfte und ein Restaurant. Wichtige Erwerbszweige der Artasiens sind Landwirtschaft und Weinbau.
Es gibt eine Turnhalle, einen Tennisplatz, ein Fußballstadion, zwei Basketballplätze und ein Boulodrome in Artas. Außerdem verfügt die Gemeinde über eine École maternelle und eine Grundschule.
Auf dem Gemeindegebiet gelten geschützte geographische Angaben (IGP) für Emmentaler (Emmental français Est-Central) und Weiß-, Rosé- sowie Rotwein (Isère).

## Einzelnachweise

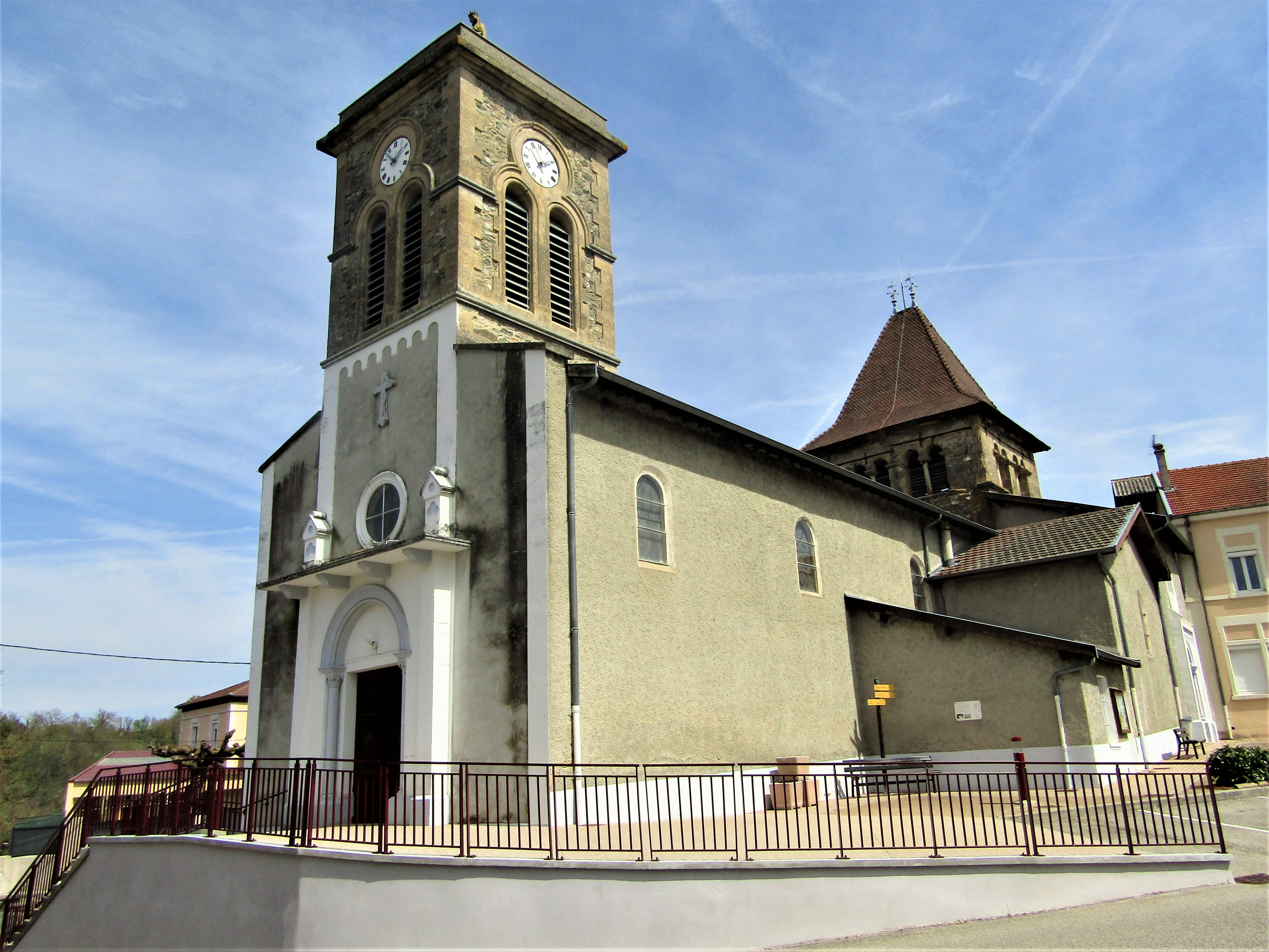
Kirche Saint-Pierre